# Hoya halophila
Hoya halophila ist eine Pflanzenart der Gattung der Wachsblumen (Hoya) aus der Unterfamilie der Seidenpflanzengewächse (Asclepiadoideae).

## Merkmale
Hoya halophila ist ein epiphytischer, windender Halbstrauch mit fadenförmigen Trieben. Die kahlen Triebe sind dicht beblättert und im Querschnitt rund. Die Blätter sind kurz gestielt (3 bis 4 mm) und stehen ausgebreitet. Die fleischigen Blattspreiten sind breit-eiförmig bis rundlich-eiförmig, und 3,5 bis 5 cm lang und unterhalb der Mitte 2,3 bis 3,4 cm breit. Der Apex ist zugespitzt, die Basis ist gerundet. Ober- und Unterseite sind kahl. Die Oberseite ist glänzend, die Unterseite eher matt. Unterhalb der Nodien sitzen Haftwurzeln.
Der doldenförmige Blütenstand enthält bis zu 25 Blüten und ist lang gestielt (5 bis 6 cm lang). Die Blütenstände entspringen den Blattachseln. Die bis 4,3 cm langen Blütenstiele sind dünn und kahl. Die kahlen Kelchblätter sind eiförmig und stumpf endend; sind etwa 4,5 mm lang. Die Ränder sind spärlich mit Zilien besetzt. Die Blütenkrone hat ausgebreitet einen Durchmesser von 9 mm. Die eiförmigen, zugespitzten Kronblattzipfel sind stark zurück gebogen (etwa die zwei äußeren Drittel der Länge). Sie sind außen kahl, innen mit winzigen dreieckigen Schuppen bedeckt, mit Ausnahme der Spitzen, die kahl sind. Die Zipfel der Nebenkrone sind außen gekrümmt, lanzettlich-elliptisch. Sie sind vorne zugespitzt, hinten stumpf und unten ohrförmig ausgezogen. Sie bilden mit dem Gynostegium einen breiten, 3 mm langen Kegel.
Die länglichen, schlanken Pollinia sind leicht halbmondförmig nach außen gekrümmt. Die Caudiculae sind kurz und dick und setzen im 45°-Winkel am Corspusculum an. Das Corpusculum ist sehr klein und rhombenförmig.

## Ähnliche Arten
Hoya halophila unterscheidet sich durch die sehr breiten Blätter von Hoya inconspicua Hemsl. Bei Hoya inconspicua ist das Gynostegium höher und die Zipfel der Nebenkrone sind schmaler. Die Blüten sind heller rot.

## Geographische Verbreitung und Habitat
Das Verbreitungsgebiet erstreckt sich von Papua-Neuguinea bis zu den Salomonen. Die Art kommt in Papua-Neuguinea in Bäumen nicht weit von der Meeresküste (Name: halophila = salzliebend) von Eitape, ca. 10 m über dem Meeresspiegel vor. Rudolf Schlechter fand sie blühend im August 1909.

## Taxonomie
Das Taxon wurde 1913 von Rudolf Schlechter aufgestellt. Der Holotyp wird im Herbarium des Botanischen Gartens in Berlin aufbewahrt (Schlechter 1968).